# ニヤス・イリアソフ
ニヤス・イリアソフ（Niyaz Ilyasov　 1995年8月10日- ）はロシア出身の柔道選手。階級は100kg級。

## 経歴
2014年のヨーロッパジュニア100kg級で優勝すると、世界ジュニアでは決勝で日本の後藤隆太郎に技ありで敗れたが2位となった。2015年のヨーロッパジュニアで2連覇を達成すると、世界ジュニアでは初戦で飯田健太郎を指導2で破ると、その後は全て一本勝ちして優勝を飾った。2016年のU23ヨーロッパ選手権では3位だったが、世界軍人選手権大会で優勝した。2017年のグランドスラム・エカテリンブルグでは2位、U23ヨーロッパ選手権では3位だった。2018年にはグランドスラム・エカテリンブルグで優勝すると、グランプリ・ザグレブでも準決勝で飯田を小外掛で破るなどして優勝した。世界選手権では準々決勝で世界チャンピオンのウルフ・アロンを小外掛で破るも、準決勝で韓国のチョ・グハムに技ありで敗れて3位だった。2019年の世界選手権では準決勝で昨年敗れたチョに反則勝ちするも、決勝でポルトガルのジョルジ・フォンセカに技ありで敗れて2位にとどまった。2021年7月に日本武道館で開催された東京オリンピックでは準々決勝で世界チャンピオンのフォンセカに敗れるも、その後の敗者復活戦を勝ち上がって3位になった。

## 主な戦績
- 2014年 - ヨーロッパジュニア　優勝
- 2014年 - 世界ジュニア　2位
- 2015年 - ヨーロッパジュニア　優勝
- 2015年 - 世界ジュニア　個人戦　優勝　団体戦　3位
- 2016年 - U23ヨーロッパ選手権　3位
- 2016年 - 世界軍人選手権大会　優勝
- 2017年 - ヨーロッパオープン・リスボン　優勝
- 2017年 - グランプリ・アンタリヤ　3位
- 2017年 - グランドスラム・エカテリンブルグ　2位
- 2017年 - グランプリ・タシュケント　2位
- 2017年 - U23ヨーロッパ選手権　3位
- 2018年 - グランドスラム・エカテリンブルグ　優勝
- 2018年 - グランプリ・ザグレブ　優勝
- 2018年 - 世界選手権　3位
- 2019年 - 世界選手権　2位
- 2019年 - ミリタリーワールドゲームズ　3位
- 2019年 -　オセアニアオープン・パース　2位
- 2019年 -　ワールドマスターズ　3位
- 2020年 -　グランドスラム・ブダペスト　優勝
- 2021年 -　グランドスラム・テルアビブ　3位
- 2021年 -　ヨーロッパ選手権　5位
- 2021年 -　東京オリンピック　3位

(出典、JudoInside.com)